# Krait
Krait — процессор, основанный на архитектуре ARM, входит в состав систем на кристалле (SoC) Qualcomm Snapdragon S4, Snapdragon 400/600/800/801/805 (Krait 200, Krait 300, Krait 400 и Krait 450). Является наследником CPU Scorpion и имеет архитектуру, сходную с ARM Cortex-A15.

## Описание[1]
- Внеочередной, спекулятивный, суперскалярный, с динамическим предсказанием ветвлений 11-ступенчатый вычислительный конвейер, способный выбирать и декодировать три любые инструкции из набора ARMv7-A за один такт.
- Интегрированный в ядро сопроцессор операций с плавающей запятой VFPv4, внеочередное исполнение команд.[2] и NEON (SIMD) шириной в 128 бит
- 7 портов исполнения
- 4 KB + 4 KB direct mapped L0 кэш процессора
- 16 KB + 16 KB 4-way ассоциативный L1 кэш
- 1 MB 8-way ассоциативный (dual-core) или 2 MB (quad-core) L2 кэш
- Двух- и четырёхъядерные конфигурации
- Производительность (DMIPS/MHz):
  - Krait: 3.3 (28 nm LP)
  - Krait 200: 3.1(28 nm LP)
  - Krait 300: 3.39[3] (28 nm LP)
  - Krait 400: 3.39 (28 nm HPm)
  - Krait 450: 3.51 (28 nm HPm)
- 28 nm технология